# الكومسيون المالي
- الكومسيون المالي هو لجنة مالية دولية تشكلت بتونس عام 1869، تحت ضغط بعض الدول الأوربية، في ظرفية اشتدت فيها الأزمة المالية التونسية واستحال على الدولة تسديد ديونها الخارجية التي بلغت آنذاك 125 مليون فرنك. وقد وضعت هذه اللجنة تحت رئاسة الوزير المصلح خير الدين باشا، وآلت في فترة لاحقة إلى مصطفى بن إسماعيل، كما كانت تضم ممثلي أهم الدول الدائنة، وهي إيطاليا وإنجلترا وفرنسا. فكان الكومسيون المالي أحد مظاهر التدخل الأجنبي في الشؤون الداخلية للبلاد التونسية من خلال إخضاع ماليتها للرقابة الدولية. وقسمت مداخيل البلاد إلى قسمين خصص أحدهما لنفقات الدولة والآخر لتسديد ديونها، ووقع تقييد الباي فلم يعد بإمكانه أن يمنح أي امتياز أو يعقد أي اتفاقية قرض إلا بموفقة الكومسيون المالي الذي اشتغل وكأنه وزارة للمالية. ولم يقع إلغاؤه إلا سنة 1884 أي بعد انتصاب الحماية الفرنسية بتونس.